# 下坑 (嘉義縣)
下坑，是臺灣嘉義縣番路鄉的一個傳統地域名稱，也是全鄉行政中心所在地，位於該鄉西北部凸出部分的北側中央地帶。相較於今日行政區，其範圍大致包括下坑村、新福村北部凸出部分的東北側。

## 歷史
台灣日治初期，下坑地區為一街庄（舊制街庄），稱為「下坑庄」，隸屬於嘉義東堡。該庄北與鹿蔴產庄為鄰，東北及東與內埔仔庄為鄰，東南與番仔路庄為鄰，南邊為轆仔腳庄，西邊為內甕庄、灣橋庄。
1901年（日治明治三十四年）11月11日，全台設置二十廳，該庄隸屬於嘉義廳。1904年（明治三十七年）2月15日，該庄編入「番仔路區」，隸屬於嘉義廳。1909年（明治四十二年）10月25日，全台整併二十廳為十二廳，該庄仍隸屬於嘉義廳。1910年（明治四十三年）1月18日，各區管轄區域調整，該庄仍隸屬於嘉義廳的「番仔路區」。
1920年（大正九年）10月1日，全台廢十二廳改設五州二廳，該庄改制為「下坑」大字，隸屬於臺南州嘉義郡番路庄（新制街庄）。
戰後番路庄改制為番路鄉，隸屬於臺南縣，大字亦改制為村。1950年（民國39年）10月，雲、嘉、南分治，番路鄉改隸屬於嘉義縣。

## 聚落
本地區發展較早的聚落有下坑、頂坑、菜公店、北勢、坑仔內等等，在日治期初期的官方地圖上已有記載。

## 交通
省道台3線俗稱「內山公路」，是臺北至屏東的幹道，經過本地區坑仔內、下坑等聚落。由該道路北行可前往竹崎鄉、梅山鄉、雲林縣古坑鄉、斗六市等地；南行可前往中埔鄉、番路鄉南部、大埔鄉、臺南市楠西區、玉井區等地。
縣道159甲線是嘉義至石桌的道路，經過本地區下坑、菜公店等聚落。由該道路西行可前往嘉義市市區，並止於縣道159號轉角路口；東行可前往竹崎鄉的石棹，並止於省道台18線及縣道169號共線路口。
鄉道嘉121線是內埔至北勢仔的道路。
鄉道嘉126線是轆仔腳至菜公店的道路。

## 學校
- 民和國中
- 民和國小